# Soukeïna Sagna

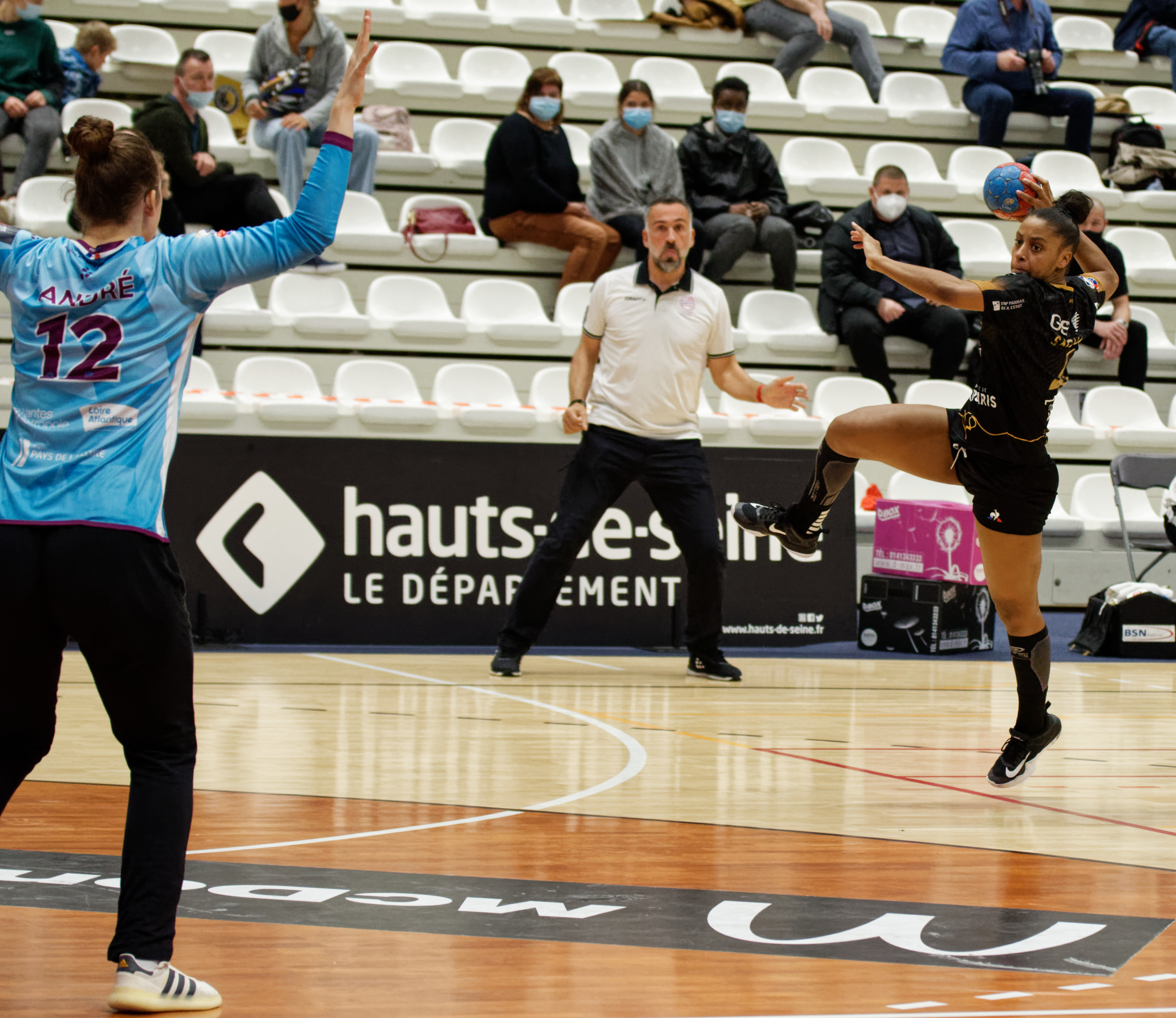
Soukeina Sagna, joker médical au Paris 92, face à Floriane André en mai 2021.

Soukeïna Sagna, née le 17 avril 1998 à Saint-Denis, est une joueuse de handball franco-sénégalaise évoluant au poste de demi-centre au Handball Club Celles-sur-Belle.

## Biographie
Soukeïna Sagna découvre la première division deux mois avant ses dix-sept ans et remporte la coupe Challenge avec l'Union Mios Biganos-Bègles lors de la saison 2014-2015. Après la liquidation du club à l'automne 2015, elle termine la saison au CA Bègles en Nationale 1. Elle rejoint Celles-sur-Belle, promu en première division pour la saison 2016-2017. Le club est relégué en 2e division à l'issue de la saison mais Soukeïna Sagna réalise de bonnes performances avec 69 buts inscrits en 18 matchs parmi l'élite.
À l'été 2017, elle est retenue en équipe de France junior pour disputer le championnat d'Europe en Slovénie. Grâce notamment à sa polyvalence, elle joue un rôle majeur dans les performances de l'équipe de France qui remporte la compétition en dominant la Russie en finale (31-26).
En juin 2018, alors que la saison du HBC Celles vient de se terminer en D2F et que Soukeïna Sagna doit participer au championnat du monde U20 avec l'équipe de France, elle apprend au cours du rassemblement qu'elle est enceinte de quatre mois. Malgré tout, le club lui fait confiance en lui proposant une prolongation jusqu'en juin 2020 et le 27 octobre 2018 naît Keylan Sagna.
À l'été 2019, en l'absence de nombreuses titulaires laissées au repos et à l'occasion d'une large revue d'effectif, elle est retenue pour un stage de préparation avec l'équipe de France.
À nouveau convoquée dans un groupe élargi de l'équipe de France en mars 2020 en vue des Jeux olympiques de Paris 2024, la pandémie de Covid-19 survient : Soukeina Sagna a arrêté le sport onze mois, repris comme joker médical et choisi de représenter le Sénégal, le pays de sa mère.

## Palmarès

### En club
compétitions internationales
- vainqueur de la coupe Challenge en 2015 (avec Union Bègles Bordeaux-Mios Biganos)

compétitions nationales
- finaliste de la coupe de la Ligue en 2015 (avec Union Bègles Bordeaux-Mios Biganos)

### En sélection
Championnats d'Afrique
- 4e au championnat d'Afrique 2022.

autres
- championne d'Europe junior en 2017

## Distinctions personnelles
- Meilleure demi-centre du championnat d'Afrique 2022[11]